# Kirms-Krackow-Haus

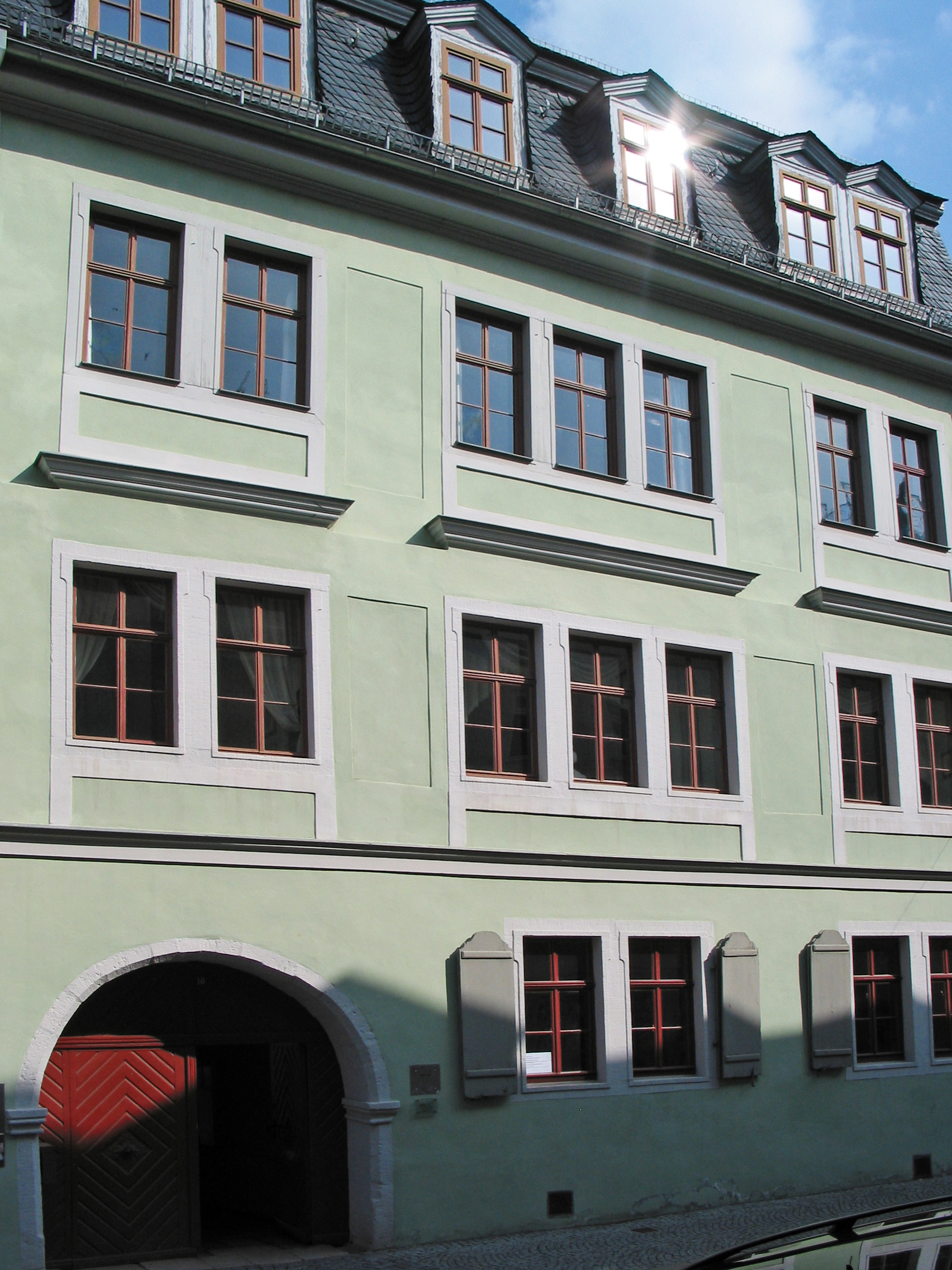
Die Straßenansicht

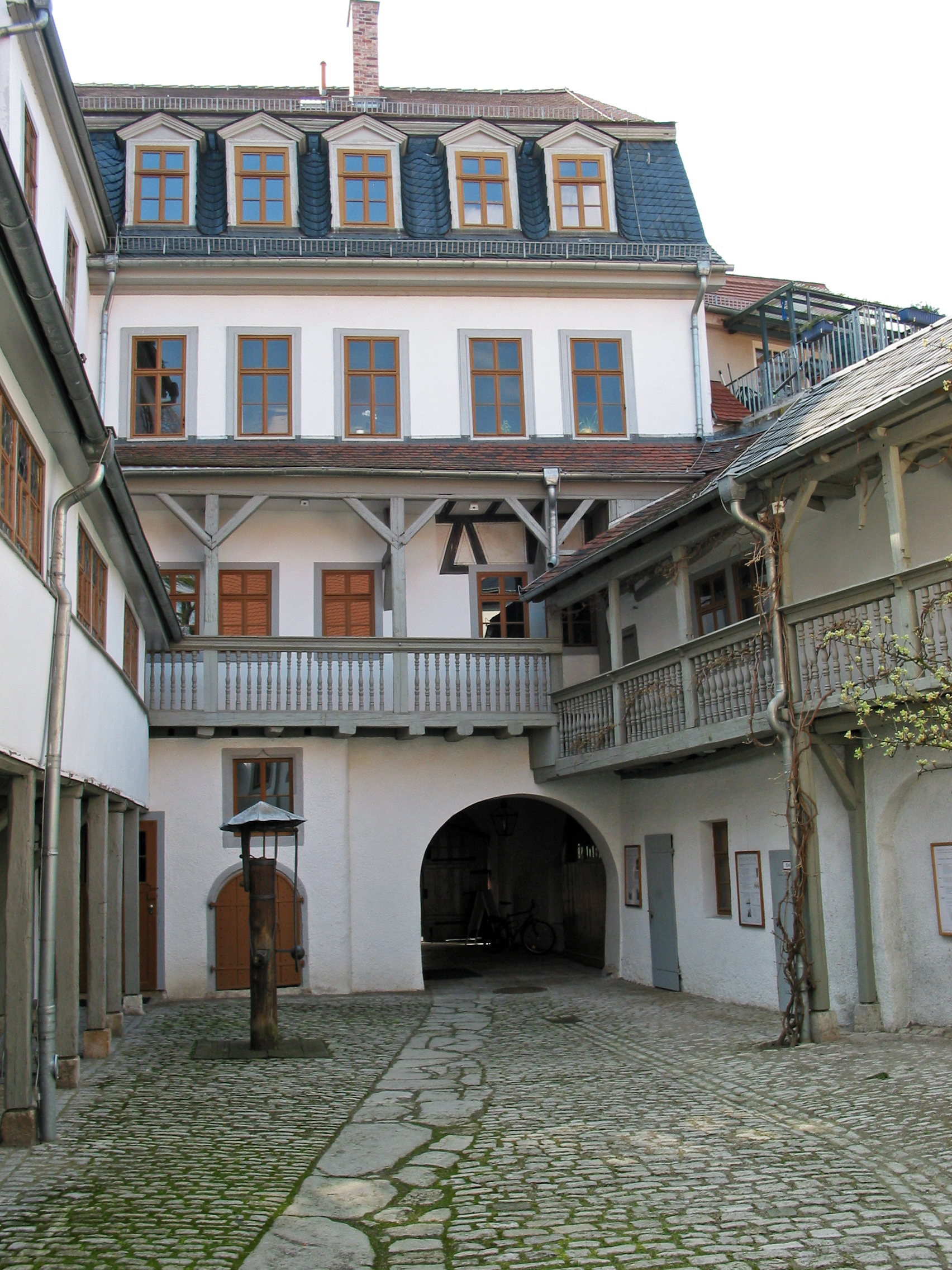
Die Innenhofansicht

Das Kirms-Krackow-Haus liegt in der Innenstadt von Weimar, Jakobstraße 10. Es beherbergt ein Museum zur bürgerlichen Wohnkultur im 18. und 19. Jahrhundert und wird für Veranstaltungen genutzt. Seit Januar 2009 gehört es aufgrund eines Liegenschaftstausches mit der Klassik Stiftung Weimar zur Stiftung Thüringer Schlösser und Gärten.

## Geschichte
Das Haus ist bereits seit 1569 durch den vorhandenen entsprechend datierten Stadtplan nachzuweisen. Seit 1701 befanden sich die Gebäude des Vierseitenhofes im Besitz der Familie Kirms. Der Theaterintendant und Freund Goethes Franz Kirms ist fraglos der Bekannteste unter ihnen. Von der Straßenseite her ist es relativ unscheinbar. Bemerkenswert ist der hölzerne Umgang (Laubengang) in der ersten Etage des Hauses, der aber nicht alle vier Teilhäuser gleichmäßig umfasst. Schon allein die Etagenhöhe ist unterschiedlich. Das vierte Teilhaus besitzt einen solchen gar nicht. Diese Umgänge ruhen auf Stützbalken. Das Vorderhaus mit dem Torbogen besitzt über dem Geschoss mit dem Umgang zwei weitere Stockwerke, wobei das oberste ein Mansarddach ist. Der Innenhof ist mit grobem Kalkstein gepflastert. Vor dem Eingang in den Garten befindet sich ein Wasserbecken aus Stein zum Auffangen des Regenwassers, in welches die Dachrinne läuft, und eine Schwengelpumpe aus Holz. Am Ende des Pumpenschwengels befindet sich eine Eisenkugel, die aus dem Jahr 1806, der Schlacht bei Jena und Auerstedt von französischen Besatzungstruppen stammt. Laut Hans-Joachim Leithner wurde dieser Pumpbrunnen aus längs durchbohrten Baumstämmen und schmiedeeisernen Teilen für die Mechanik  hergestellt. Die hölzerne Pumpensäule ist mit einem achtkantigen Zinkblech als Dachabdeckung für den Witterungsschutz versehen.
Es erfolgte 1750 der Ankauf eines benachbarten Grundstücks zur Erweiterung des Gartens, wo dann das barocke Gartenhaus 1754 errichtet wurde. Der Weimarer Hofrat Franz Kirms gehörte zu den Weimarer Blumisten, das heißt Blumenliebhabern, der in seinem Garten viele botanische Raritäten heranzog. Eine Nichte von Sophie Erdmute Karoline Kirms, geb. Krackow (1779–1866), daher der Name Kirms-Krackow-Haus, war Charlotte Krackow. Sie pflegte das übernommene Erbe bis zu ihrem Tod 1915 im hohen Alter von über 90 Jahren. Der Innenzustand des Hauses entspricht im Wesentlichen dem, den besagte Nichte hinterlassen hat. Alles in allem blieb der biedermeierliche Grundzug der Inneneinrichtung gewahrt, obwohl durch Einfügung späterer Elemente der Inneneinrichtung viele stilistische Verfremdungen zu beobachten sind.
Im Jahre 1916 kaufte die Stadt Weimar von den Erben das Haus und den bis in unser Jahrhundert hinein erhaltenen biedermeierlichen Garten, damit es der Öffentlichkeit als Museum zugänglich gemacht werden konnte. Das geschah am 28. August 1917 unter Leitung von Eduard Scheidemantel. Von 1940 bis 1950 war diese Einrichtung wie auch der Garten geschlossen. Der Garten wurde 1956–1958 nach Plänen des Landschaftsarchitekten Hermann Schüttauf rekonstruiert. Er war auch an der Gestaltung des Parks an der Ilm beteiligt. An diesen Garten schließt sich der Garten Marstallstr. 3 an, der durch den Garten zu erreichen ist. 1963 wurde ein Herder-Museum dort im 2. Obergeschoss eingerichtet, das so nicht mehr besteht und das 2017 im Herder-Gymnasium wieder eingerichtet werden sollte, im Zusammenhang mit dem 500. Jahrestag der Reformation von Martin Luther.

## Sanierung und heutige Nutzung
Anlässlich des Kulturhauptstadtjahres 1999 wurde das Kirms-Krackow-Haus saniert und der Garten in seiner ursprünglichen Form wiederhergestellt. In den oberen Geschossen des Vorderhauses befindet sich ein Museum  zur bürgerlichen Wohnkultur im 18. und 19. Jahrhundert. Es ist vom Frühling bis Herbst geöffnet.
Der Besuch der Gartenanlage mit Pavillon ist kostenlos ganzjährig möglich. Der Blumengarten ist täglich von früh bis spät geöffnet. Das Gartenhaus sowie das Hinterhaus werden auch zu kulturellen Veranstaltungen genutzt. Im Erdgeschoss des Hinterhauses bestanden zeitweise verschiedene gastronomische Einrichtungen.

## Galerie

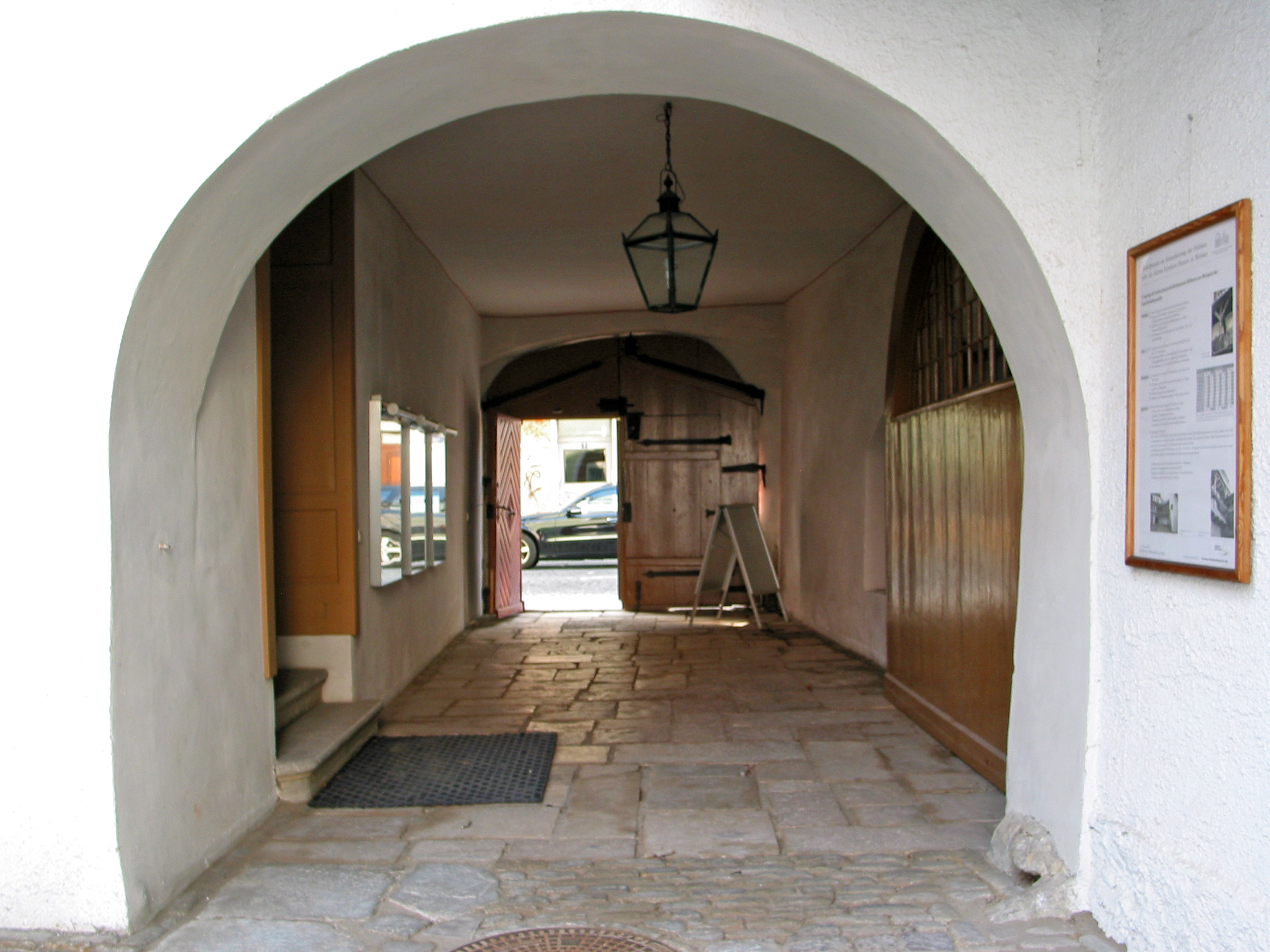
Breite, gewölbte Toreinfahrt
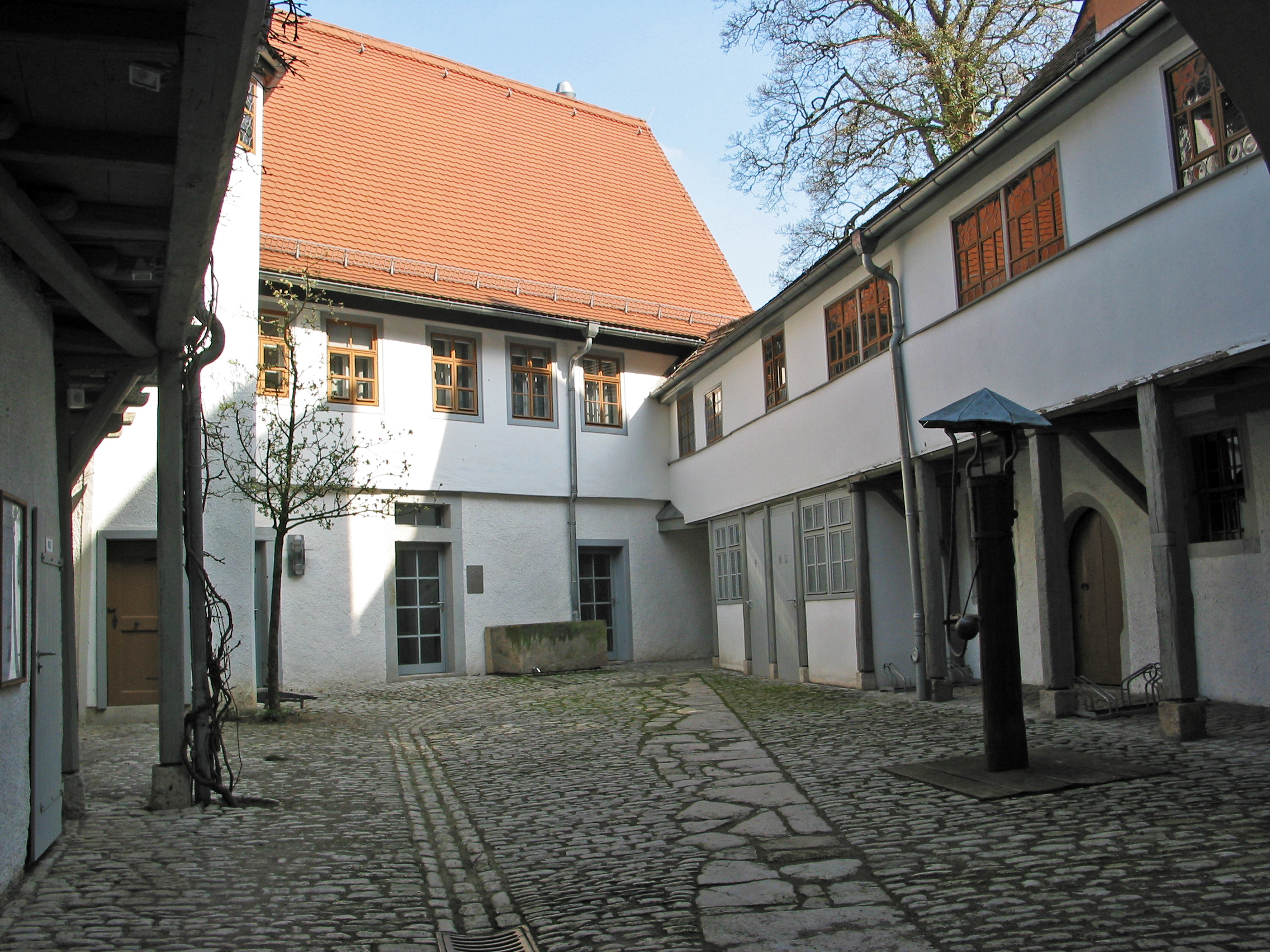
Innenhof mit Wasserpumpe und Hinterhaus
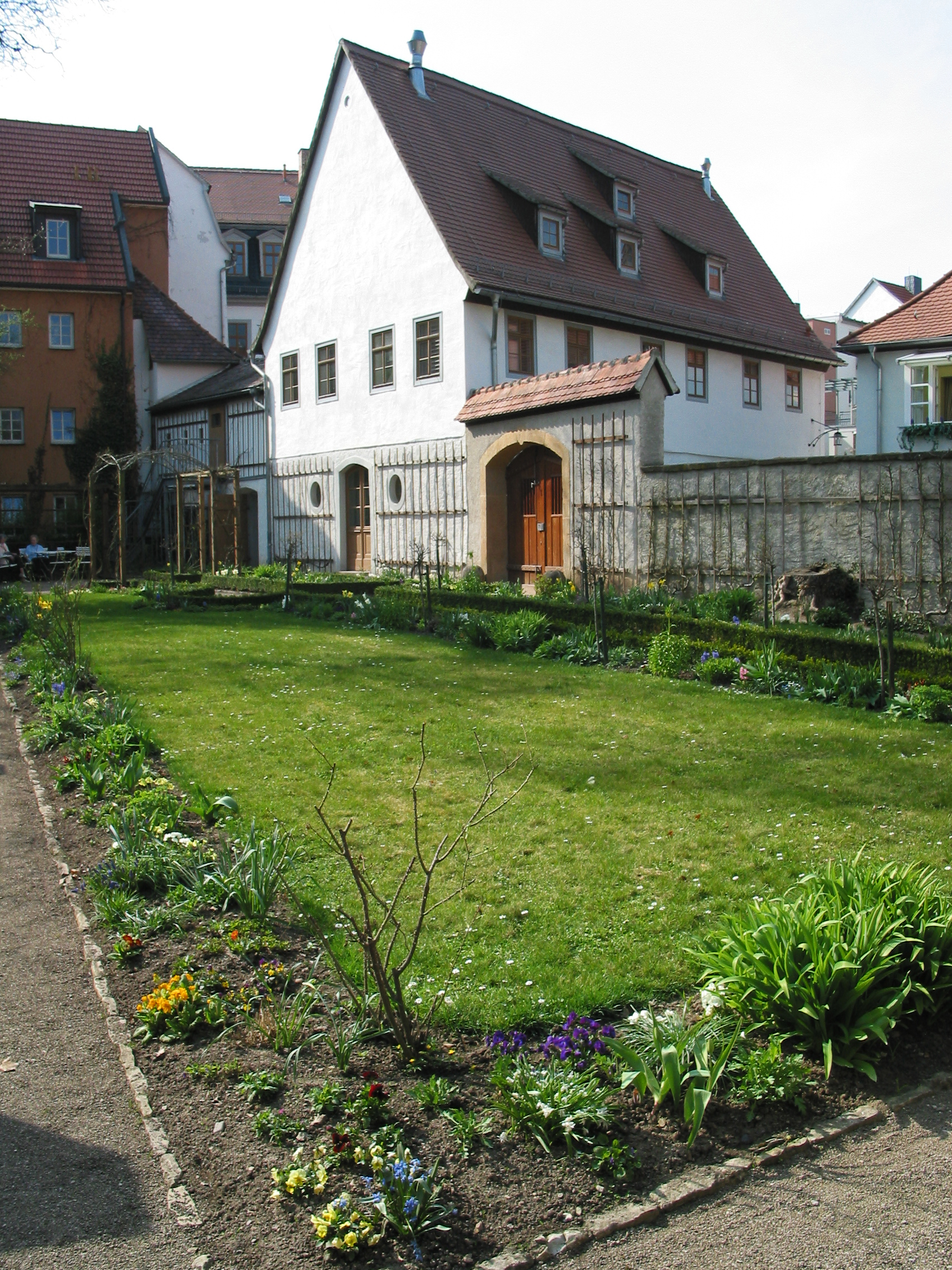
Gartenansicht zum Hinterhaus
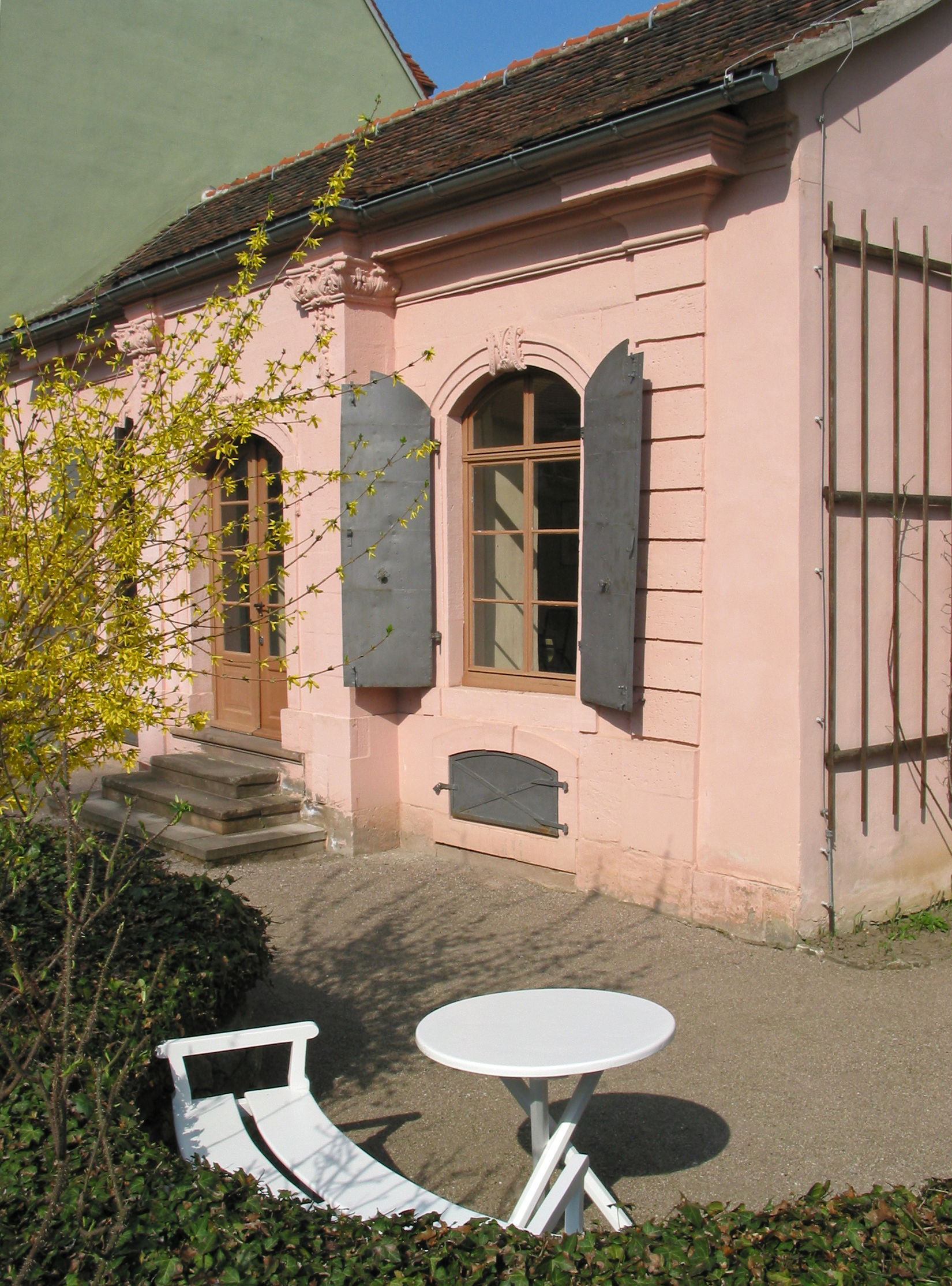
Das barocke Gartenhaus